# アームロック

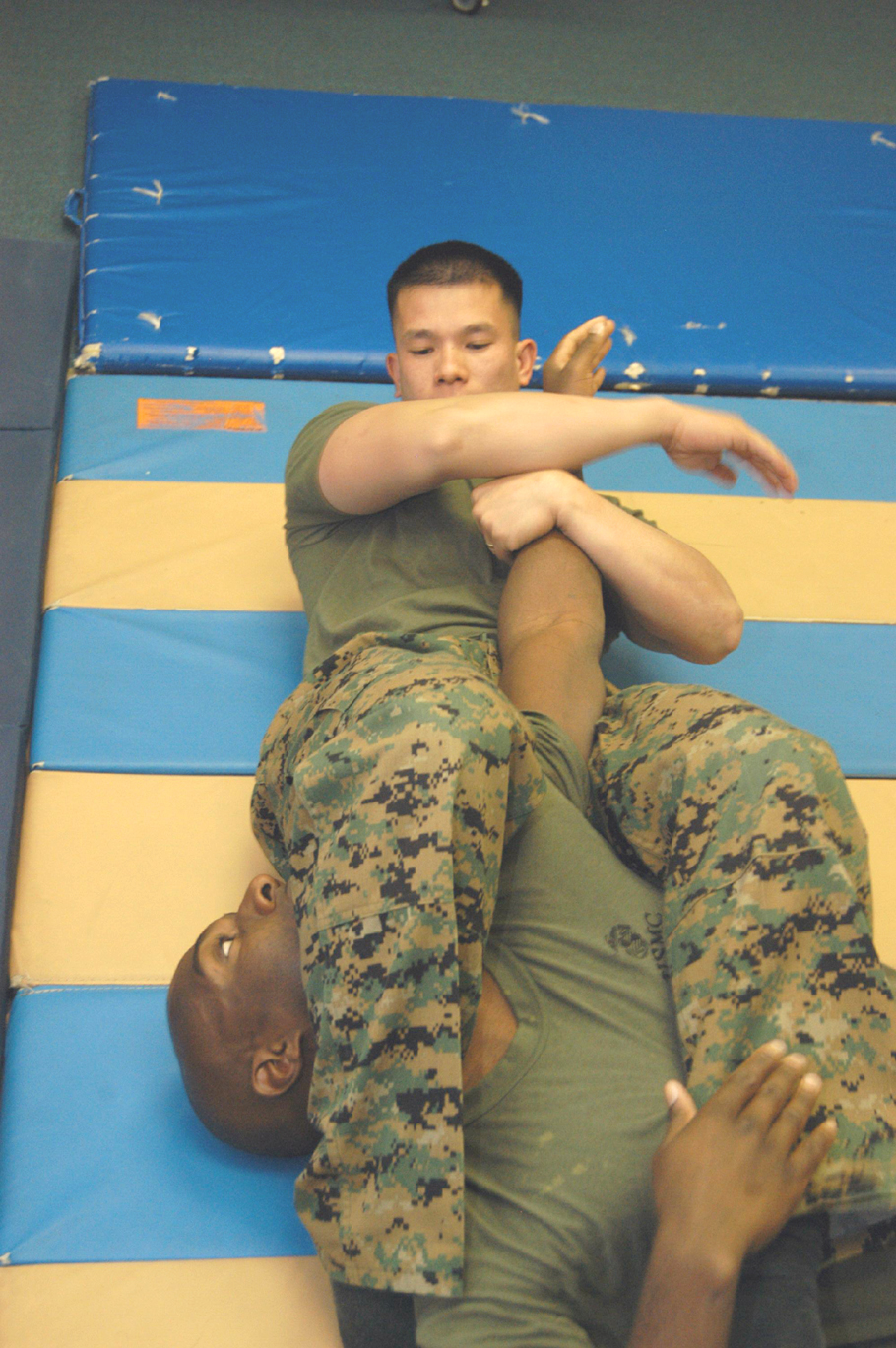
アームロックの一種である腕ひしぎ逆十字固め。

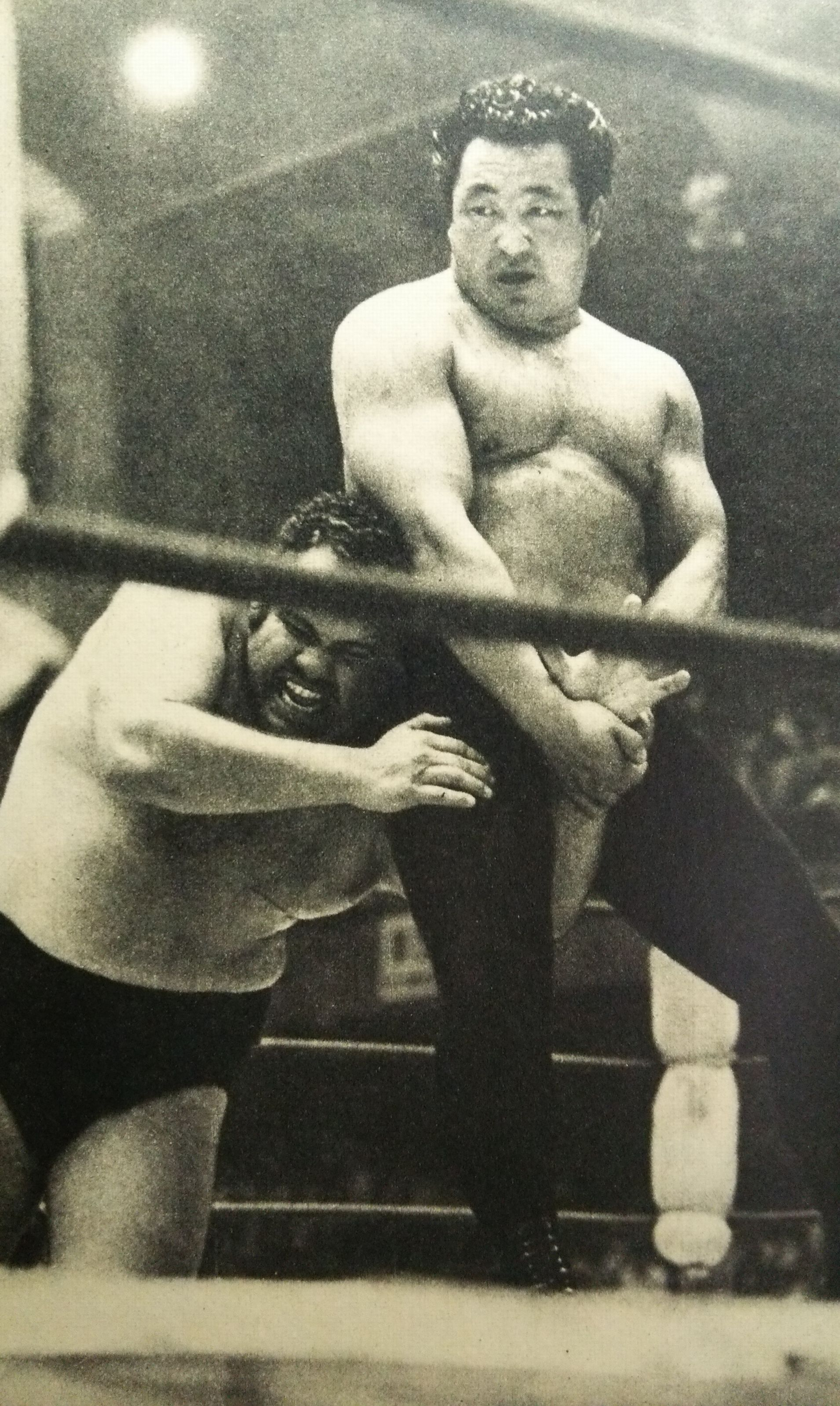
腕を決める力道山。

アームロック（Arm Lock）は、相手の腕を捻転または伸展させることによって肘や肩を極めるプロレスや格闘技における関節技の一種である。

## 種類
- 腕挫十字固
- 腕緘
  - ダブルリストロック
    - チキンウィングアームロック
    - ストレートアームバー

  - V1アームロック
  - ツイストアームロック
- 腕挫腕固
- 腕挫膝固
  - キーロック
  - オモプラッタ（三角緘）
  - Vクロスアームロック
  - スカーフホールドアームバー
  - 双膝十字固（両肘固め）
- 腕挫腹固
- 腕挫手固
  - ハンマーロック
  - 腕ひしぎ襟十字固め
  - ピローアームロック
  - テレフォンアームロック
- 腕挫腋固
  - オーバーフックアームロック
  - インサイドショルダーアームロック
  - 閂固
  - 崩上四方緘
- 腕挫三角固
- 腕挫脚固（腹固め）